# Atlético Ottawa
El Atlético Ottawa es un equipo de fútbol de Canadá con sede en Ottawa, Ontario. Fue fundado en 2020 y disputa sus partidos de local en el TD Place Stadium. Participa en la Canadian Premier League desde 2020. En 2022 se proclamó campeón de la temporada regular, cayendo en la final del play-off por el título.

## Historia
El 29 de enero de 2020, la Canadian Premier League anunció el octavo equipo para la competición, esta vez fue Ottawa, la capital de Canadá. Es administrado por el Atlético de Madrid de España y por el empresario canadiense Jeff Hunt. La identidad del club fue revelada el día 11 de febrero, y el alcalde de Ottawa, Jim Watson, lo bautizó como «Día del Atlético Ottawa».

## Uniforme

### Indumentaria y patrocinador
| Período       | Proveedor |
| ------------- | --------- |
| 2020-presente | Macron    |

| Período | Patrocinador |
| ------- | ------------ |
| Ninguno | Ninguno      |

## Estadio

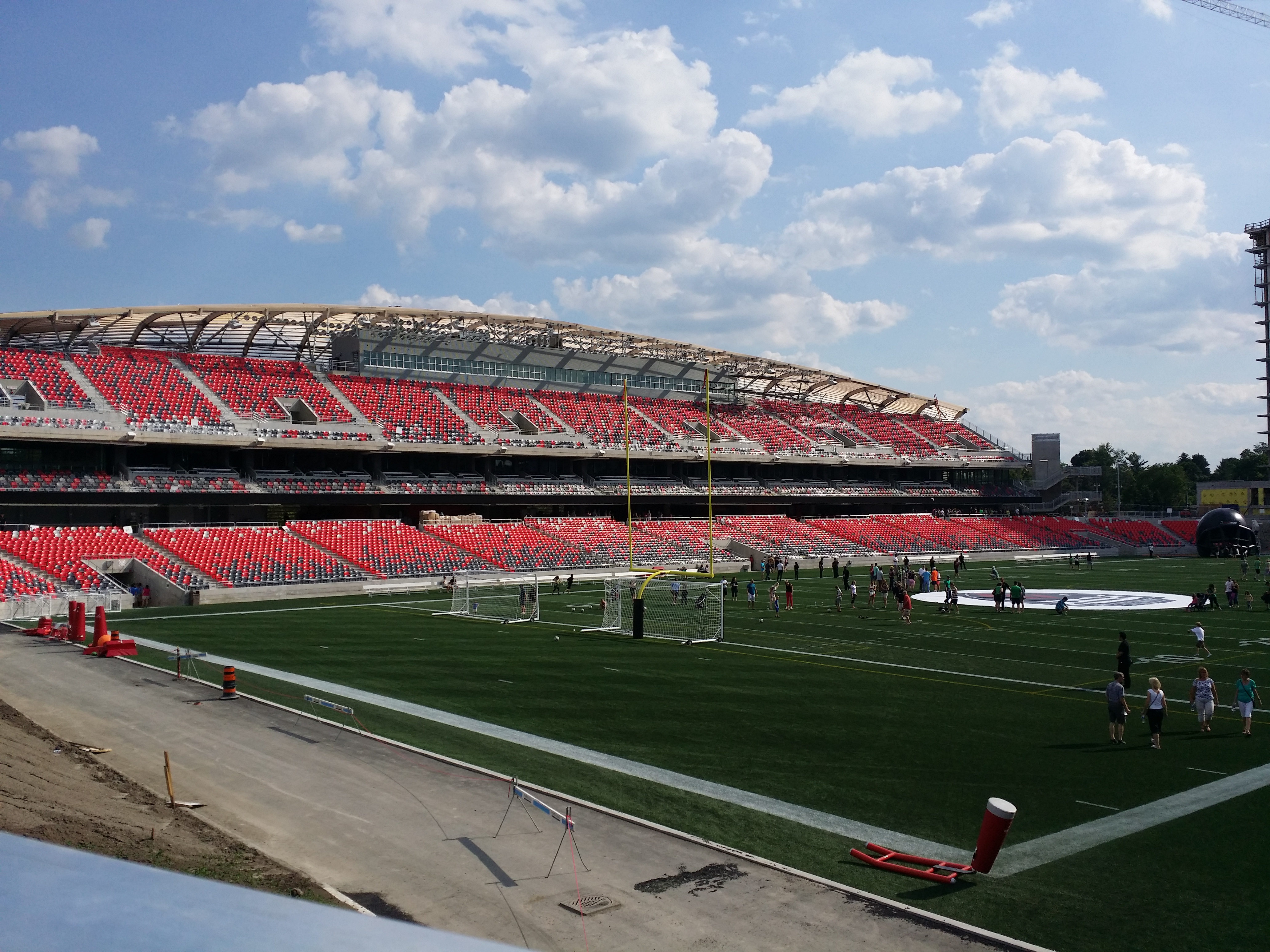
TD Place Stadium.

El Atlético Ottawa jugará sus partidos de local en el TD Place Stadium, estadio que está diseñado para la práctica del fútbol canadiense. Cuenta con una capacidad para 24.000 espectadores y fue inaugurado en 1908. También juegan de local los Ottawa Redblacks.

## Entrenadores

### Cronología de los entrenadores
- Mista (2020-2021)
- Carlos González Juárez (2022-2024)
- Diego Mejía (2024-presente)